# Koido Masaaki
Masaaki Koido (sinh ngày 9 tháng 4 năm 1978) là một cầu thủ bóng đá người Nhật Bản.

## Sự nghiệp câu lạc bộ
Masaaki Koido đã từng chơi cho Mito HollyHock.